# Psihologia mulțimii

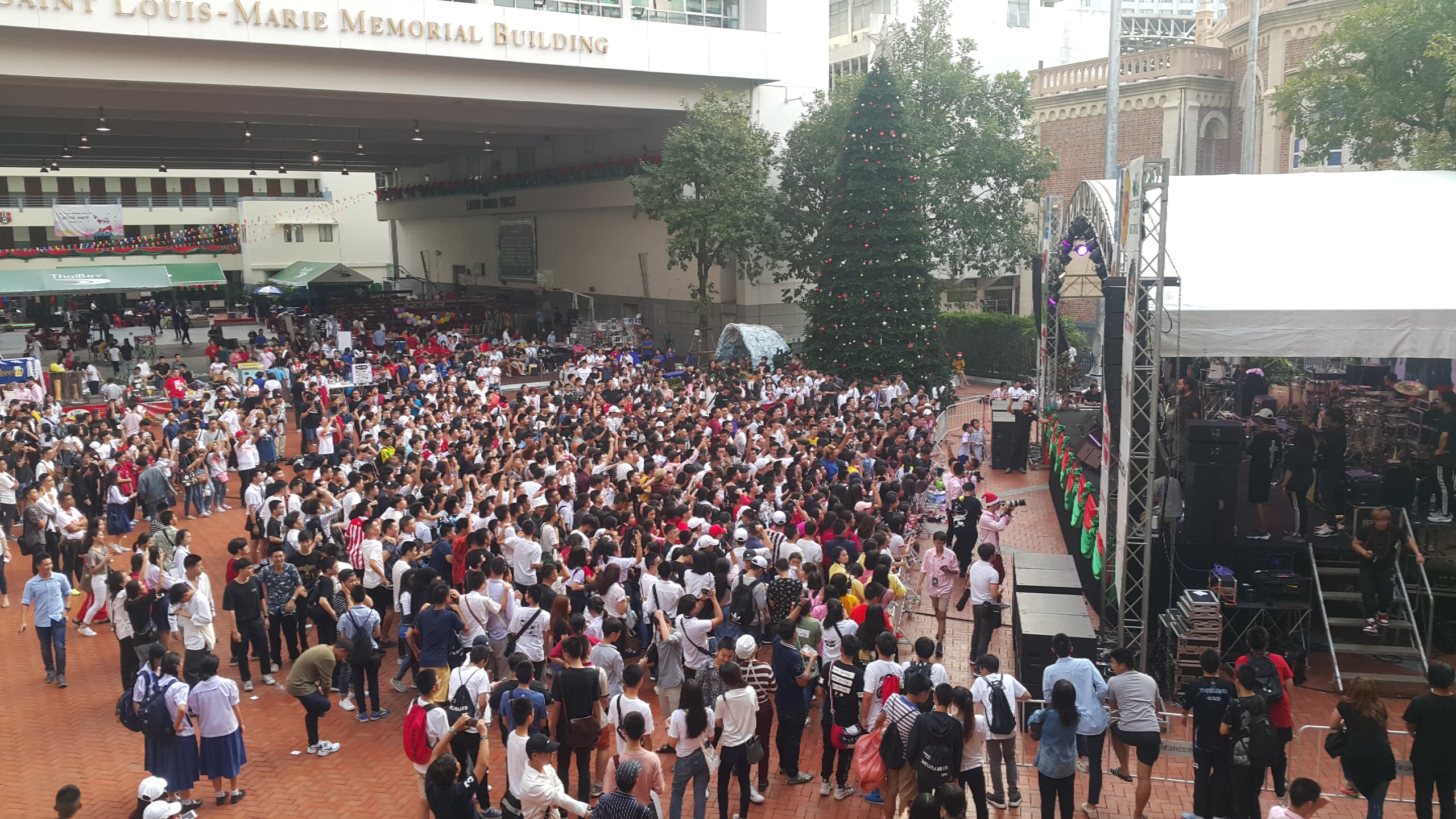
Mulțime

Psihologia mulțimii sau psihologia maselor cunoscută și sub denumirea populară de spirit de turmă (engleză: mob psychology - psihologia gloatei) este o ramură a psihologiei sociale. Psihologii sociali au dezvoltat mai multe teorii pentru explicarea modurilor în care psihologia unei mulțimi diferă și interacționează cu cea a indivizilor din cadrul ei.  
Printre principalii teoreticieni în psihologia mulțimii se numără Gustave Le Bon, Gabriel Tarde, Sigmund Freud și Steve Reicher. Această ramură se referă la comportamentele și procesele de gândire ale fiecărui membru în parte, cât și ale mulțimii ca entitate. Comportamentul mulțimii este puternic influențat de deresponsabilizarea individului, de impresia acestuia de universalitate a comportamentului său, ambele crescând odată cu mărimea mulțimii,. 

## Origini
Studiul psihologic al fenomenelor legate de mulțimi a fost documentat cu zeci de ani înainte de 1900, deoarece cultura europeană se caracteriza printr-o gândire fin de siècle (în franceză: sfârșit de veac). Această cultură urbană „modernă” percepea că se trăia într-o epocă nouă, diferită. Erau martorii unor noi invenții minunate și experimentau moduri noi de viață. Populația, trăind acum în orașe industrializate intens populate, precum Milano și Paris, a fost martora apariției becului, radioului, fotografiei, emisiunilor cu imagini mobile, a telegrafului, a bicicletei, a telefonului și a sistemului feroviar. Ei au experimentat un ritm de viață mai rapid și au văzut viața umană ca fiind segmentată, așa că au desemnat fiecare dintre aceste faze ale vieții cu un nou nume. Au creat noi concepte precum „Adolescentul”, „Grădinița”, „Vacanța”, „campingul în natură”, „segmentul de 5 minute” și „Călătoria de dragul plăcerii” ca o clasă de agrement pentru a descrie aceste noi moduri de viață. 
La fel, conceptul abstract de „mulțime” a crescut ca un fenomen nou simultan la Paris și la Milano, cel mai mare oraș din Regatul Italiei. Reformatorii legislației, în special în Regatul Italiei, bazându-se pe teoria evoluționistă a lui Darwin, au susținut că sistemele sociale și juridice ale Europei au fost întemeiate pe noțiuni de rațiune naturală și moralitate creștină, ignorând legile biologice irevocabile ale naturii umane. Scopul lor a fost de a pune în armonie legile sociale cu legile biologice. În realizarea acestui obiectiv, ei au dezvoltat știința socială a antropologiei criminale, care are sarcina de a schimba accentul de pe studiul procedurilor legale, pe studierea criminalității. 
„Antropologia criminală”, scrie Giuseppe Sergi, „studiază delincventul în locul său natural, adică în domeniul biologiei și patologiei”. Italianul Cesare Lombroso, profesor de medicină criminalistică și igienă la Torino, a avansat foarte mult agenda oamenilor de știință în 1878, când a publicat L’uomo delinquente, o carte extrem de influentă care a avut cinci ediții. Cartea, publicată în limba engleză în 1900, sub titlul „ Criminal Man”, a solidificat legăturile dintre teoriile evoluției sociale și frica de mulțimi, cu conceptul său de criminal „înnăscut”, văzut ca un sălbatic în mijlocul societății civilizate. Cartea a influențat atât experți juridici europeni și americani interesați de atribuirea responsabilității persoanelor care au un comportament dubios, în timp ce se manifestă în cadrul unei mulțimi în acțiune. 
Prima dezbatere de psihologia mulțimilor a început la Roma la primul Congres Internațional de Antropologie Criminală din 16 noiembrie 1885. Întâlnirea a fost dominată de Cesare Lombroso și colegii săi italieni, care au pus accentul pe determinările biologice. 
"Lombroso a detaliat, înainte de primul congres, teoriile sale despre anomaliile fizice ale infractorilor și clasificarea lui a infractorilor în „criminali înnăscuți", criminali de ocazie și „mattoizi" (de la italianul: matto - nebun). Cercetătorul italian Ferri și-a exprimat părerea despre crimă ca degenerare mai profundă decât nebunia căci, la majoritatea persoanelor demente, simțul moral primitiv supraviețuiește epavei inteligenței lor. Pe linii similare au fost remarcile cercetătorilor italieni Benedickt, Sergi și Marro ".
Un răspuns slab a fost oferit de francezi, care au propus o teorie a mediului social al psihologiei umane. 
"M. Anguilli a atras atenția asupra importanței influenței mediului social asupra criminalității. Profesorul Alexandre Lacassagne a considerat că teoriile ataviste și degenerative, enunțate de școala italiană, sunt exagerări și interpretări false ale faptelor și că factorul important a fost mediul social".
La Paris, în perioada 10-17 august 1889, școala italiană a primit o respingere mai puternică a teoriilor lor biologice în timpul celui de-al doilea congres internațional de antropologie criminală. În cadrul procedurii s-a reflectat o divergență radicală între școlile italiană și franceză. 
"Profesorul Lombroso a pus accent pe epilepsie în legătură cu teoria sa despre„ criminalul înnăscut ". Profesorul Léonce Pierre Manouvrier a caracterizat teoria lui Lombroso ca având baza în știința contestată a frenologiei. Manouvrier a susținut că anomaliile observate de Lombroso pot fi constatate atât la unii oamenii cinstiți, precum și la unii criminali, și nu există nicio diferență fizică între ei. Baronul Raffaele Garofalo, Drill, Alexandre Lacassagne și Benedikt s-au opus în întregime sau parțial teoriilor lui Lombroso. Pugliese a găsit cauza infracțiunii în eșecul criminalului de a se adapta la mediul său social, iar Benedikt, cu care Tarde a fost de acord, a declarat că defectele fizice nu sunt mărci ale criminalului". În acest context, are loc o dezbatere între Scipio Sighele, un avocat italian și Gabriel Tarde, un magistrat francez cu privire la modul de determinare a responsabilității penale în mulțime și, prin urmare, cine trebuie arestat (Sighele, 1892; Tarde, 1890, 1892, 1901).
Literatura despre mulțimi și comportamentul mulțimii a apărut încă din 1841, cu publicarea cărții lui Charles Mackay Extraordinary Popular Delusions and the Madness of Crowds. Atitudinea față de mulțimi a fost adaptată odată cu publicarea cărții în șase volume a lui Hippolyte Taine, The Origins of Contemporary France (1875).  Opera lui Taine a ajutat în mod determinant la schimbarea opiniilor contemporanilor săi cu privire la acțiunile întreprinse de mulțimi în timpul Revoluției de la 1789. Este foarte apreciat în Europa. Deși este dificil să corelezi lucrările sale cu comportamentul mulțimii, se poate spune că gândurile sale au stimulat studiul suplimentar al comportamentului mulțimii.  
Cu toate acestea, abia în a doua jumătate a secolului al XIX-lea, interesul științific în domeniu a luat avânt. Medicul și antropologul francez Gustave Le Bon a devenit cel mai influent teoretician al psihologiei mulțimii,,.. 

## Tipuri de mulțimi
Există o cercetare limitată asupra tipurilor de mulțimi și de membri ai mulțimilor și nu există un consens în ceea ce privește clasificarea tipurilor de mulțimi.           Doi cercetători recenți, Momboisse (1967) și Berlonghi (1995) s-au concentrat pe scopul existenței pentru a diferenția mulțimile. Momboisse a dezvoltat un sistem de patru tipuri: ocazional, convențional, expresiv și agresiv. Berlonghi a clasificat mulțimile în: spectatoare, demonstratoare sau evadatoare, pentru a se corela cu scopul adunării. 
O altă abordare a clasificării mulțimilor este sistemul de intensitate emoțională al sociologului Herbert Blumer. El distinge patru tipuri de mulțimi: ocazional, convențional, expresiv și actoricesc. Sistemul său este de natură dinamică. Adică, o mulțime își schimbă nivelul de intensitate emoțională în timp și, prin urmare, poate fi clasată în oricare dintre cele patru tipuri. 
În general, cercetătorii în psihologia mulțimii s-au concentrat pe aspectele negative ale mulțimilor, dar nu toate mulțimile sunt volatile sau negative prin natura lor. De exemplu, la începutul mișcării socialiste, mulțimile erau rugate să se îmbrace în hainele  de duminică și să mărșăluiască în tăcere pe stradă. Un exemplu mai modern implică situațiile din timpul Mișcării pentru Drepturile Civile. Mulțimea poate reflecta și contesta ideologiile mediului lor sociocultural. De asemenea, pot servi funcții sociale integratoare, prin crearea de comunități temporare,. 
Mulțimea poate fi activă (de tip gloată) sau pasivă (de tip audiență). Mulțimile active pot fi împărțite în continuare în grupuri agresive, evazive, achizitive sau expresive. Gloata agresivă este adesea violentă și orientată spre exterior. Exemple faimoase sunt revoltele de pe stadioanele de fotbal de fotbal și Revolta din Los Angeles din 1992. Insurgenții escapiști se caracterizează printr-un număr mare de oameni panicați care încearcă să iasă dintr-o situație periculoasă. Mulțimile achiziționante apar atunci când un număr mare de oameni luptă pentru resurse limitate. O gloată expresivă este orice alt grup mare de oameni care se adună în scop activ. Neascultarea civilă, concertele rock și relansările religioase intră în această categorie. 

## Perspective teoretice

### Gustave Le Bon
Le Bon a considerat că mulțimile există în trei stadii: imersiune (scufundare), contaminare și sugestie.              În timpul imersiunii, indivizii din mulțime își pierd conștiința de sine și simțul răspunderii personale. Acest lucru este puternic indus de anonimatul oferit de mulțime. Contaminarea se referă la tendința indivizilor dintr-o mulțime de a urmări fără spirit critic ideile și emoțiile predominante ale mulțimii.                     În opinia lui Le Bon, acest efect se răspândește în rândul persoanelor „scufundate”, la fel ca o boală contagioasă.  
Sugestia se referă la perioada în care ideile și emoțiile mulțimii își au originea în primul rând într-un inconștient rasial comun. Acest comportament provine dintr-un inconștient arhaic împărtășit și, prin urmare, este necivilizat prin natura sa. Este limitată de abilitățile morale și cognitive ale membrilor cel mai puțin capabili.  Le Bon credea că mulțimile pot fi o forță puternică numai la distrugere. În plus, Le Bon și alții au indicat că membrii mulțimii au o conștientizare diminuată al culpabilității legale, din cauza dificultății întâmpinate de organele de ordine de a-i urmări pe membrii individuali ai unei gloate. 
Ideea lui Le Bon potrivit căreia mulțimile favorizează anonimatul și generează emoții a fost contestată de unii critici. Clark McPhail subliniază studii care arată că „mulțimea înnebunită” nu are o viață proprie ca entitate, în afara gândurilor și intențiilor membrilor ei. Norris Johnson, după ce a investigat o panică la un concert din 1979 a formației The Who a concluzionat că mulțimea era compusă din mai multe grupuri mici de oameni care încercau să se ajute reciproc. În plus, teoria lui Le Bon ignoră contextul socio-cultural al mulțimii, despre care unii teoreticieni susțin că pot descuraja schimbările sociale pozitive. R. Brown contestă presupunerea că mulțimile sunt omogene, sugerând, în schimb, că participanții există într-un continuum, diferind în capacitatea lor de a se abate de la normele sociale. 

### Teoria freudiană
Teoria comportamentului mulțimii a lui Sigmund Freud constă în primul rând în ideea că devenirea ca membru al unei mulțimi duce la deblocarea minții inconștiente. Acest lucru se întâmplă deoarece super-ego-ul, care este centrul moral al conștiinței, este dat la o parte de mulțime, pentru a fi înlocuit de un lider carismatic al mulțimii. McDougall susține, la fel ca  Freud, că emoțiile simpliste sunt mult mai răspândite decât emoțiile complexe. Într-o mulțime, experiența emoțională comună revine la cel mai mic numitor comun (LCD), ceea ce duce la niveluri primitive de exprimare emoțională. Această structură organizațională este cea a „hoardei primitive” - societatea preistorică - Freud afirmând că individul trebuie să se revolte împotriva conducătorului (reintroducerea moralei individuale) și să scape de el. Moscovici a extins această idee, discutând modul în care dictatori precum Mao Zedong și Iosif Stalin au folosit psihologia de masă pentru a se plasa în poziția de „lider de hoardă”. 
Theodor Adorno a criticat ideea de spontaneitate a maselor: potrivit lui, masele ar fi un produs artificial al vieții moderne „administrate”. Eul subiectului burghez s-a dizolvat, făcând loc lui Id și subiectului „de-psihologizat”. În plus, Adorno a afirmat că legătura care leagă masele cu liderul prin spectacol este prefăcută: 
 „Când liderii devin conștienți de psihologia de masă și o iau în propriile mâini, aceasta încetează să mai existe într-un anumit sens.  . . . Pe cât de puțin cred oamenii în adâncul inimii lor că evreii sunt diavolul, tot pe atât cred ei cu adevărat în conducătorul lor. Ei nu se identifică într-adevăr cu el, ci joacă această identificare, își realizează propriul entuziasm și, astfel, participă la performanța liderului lor.   . . . Probabil suspiciunea acestei ficțiuni, a propriei „psihologii de grup”, este cea care face ca mulțimile fasciste să fie atât de nemiloase și de inabordabile. Dacă s-ar fi oprit să reflecteze o clipă, întregul spectacol s-ar fi prăbușit, și toți ar fi fost cuprinși de panică" . 

### Teoria depersonalizării
Teoria depersonalizării susține că, în situații tipice de imersiune în mulțime, factori precum anonimatul, unitatea de grup și surescitarea pot slăbi controlul personal (care constă în sentimentul vinovăției, al rușinii, în autoevaluare), îndepărtând oamenii de identitățile lor personale și reducând grija pentru evaluarea socială,. Această lipsă de reținere crește sensibilitatea individuală față de mediu și scade anticipările raționale, ceea ce poate duce la un comportament antisocial,. Teorii mai recente au afirmat că depersonalizarea se petrece cu o persoană care nu poate, din cauza împrejurărilor, să aibă o conștientizare puternică a sinelui ca obiect al atenției. Această uitare de sine eliberează individul de necesitatea unui comportament social normal. 
Psihologul social american Leon Festinger și colegii săi au elaborat pentru prima dată conceptul de depersonalizare în 1952. A fost perfecționat în continuare de psihologul american Philip Zimbardo, care a detaliat de ce procesele mentale obișnuite de analiză a situației mentală sunt inhibate de factori precum anonimatul, lipsa constrângerilor sociale și surescitarea. Celebrul experiment din închisoarea Stanford al lui Zimbardo este un argument puternic în favoarea puterii depersonalizării. Experimentările ulterioare au avut rezultate mixte atunci când vine vorba de comportamente agresive și au arătat în schimb că așteptările normative care înconjoară situațiile de depersonalizare influențează comportamentul (adică dacă unul este depersonalizat ca membru al Ku Klux Klan, agresivitatea crește, dar dacă este ca asistent medical, agresivitatea nu crește) . 
A fost propusă o distincție suplimentară între depersonalizarea publică și cea privată. Când atributele sinelui sunt slăbite, devii mai supus impulsurilor mulțimii, dar nu neapărat într-un mod negativ. Abia atunci când cineva nu mai participă la reacția publică și la judecata comportamentului individual, se declanșează comportamentul antisocial. 

### Teoria convergenței
Teoria convergenței susține că, totuși, comportamentul mulțimii nu este un produs al mulțimii, ci mai degrabă mulțimea este un produs al reunirii unor persoane cu gânduri similare,. Floyd Allport a susținut că „Un individ într-o mulțime se comportă mai degrabă la fel cum s-ar comporta singur”. Teoria convergenței susține că mulțimile se formează din oameni cu dispoziții similare, ale căror acțiuni sunt apoi consolidate și intensificate de mulțime. 
Teoria convergenței susține că comportamentul mulțimii nu este irațional; mai degrabă, oamenii din mulțime exprimă credințele și valorile existente, astfel încât reacția de gloată este produsul rațional al sentimentului popular răspândit. Cu toate acestea, această teorie este pusă la îndoială de anumite cercetări care au descoperit că persoanele implicate în revolte din anii '70 aveau mai puține șanse decât colegii neparticipanți să aibă condamnări anterioare. 
Criticii acestei teorii arată că aceasta exclude în continuare determinarea socială a sinelui și a acțiunii, prin faptul că susține că toate acțiunile mulțimii se nasc din intențiile indivizilor. 

### Teoria normelor emergente
Ralph Turner și Lewis Killian au lansat ideea că normele apar din interiorul mulțimii. Teoria normelor emergente afirmă că mulțimile au o mică unitate la început, însă, în timpul unei perioade de mulțumire, membrii cheie sugerează acțiuni adecvate, iar membrii care îi urmează se conformează, formând baza normelor mulțimii. 
Membrii cheie sunt identificați prin personalități sau comportamente distinctive. Aceste atenții și lipsa unui răspuns negativ provocat de mulțime în ansamblul lor reprezintă un acord tacit cu privire la legitimitatea lor.  Cei care îi urmează formează majoritatea mulțimii, deoarece oamenii tind să fie creaturi de conformitate, care sunt puternic influențate de opiniile celorlalți. Acest lucru a fost demonstrat în studiile de conformitate efectuate de Sherif și Asch. Membrii mulțimii sunt convinși în continuare de fenomenul universalității, descris de Allport ca fiind tendința persuasivă a ideii că, dacă toată lumea din gloată acționează într-un asemenea fel, atunci acel mod de a acționa nu poate fi greșit. 
Teoria normelor emergente permite atât tipuri de mulțimi pozitive, cât și negative, deoarece caracteristicile și comportamentele distinctive ale figurilor cheie pot fi pozitive sau negative. Un lider antisocial poate incita la acțiuni violente, dar o voce influentă a non-violenței într-o mulțime poate duce la o pașnică ocupare a unui spațiu public. Când o mulțime descrisă mai sus vizează un individ, pot apărea comportamente antisociale în cadrul membrilor săi. 
O critică majoră a acestei teorii este aceea că formarea și urmarea noilor norme indică un nivel de conștientizare de sine, care adesea lipsește la indivizii din mulțime (așa cum se dovedește în studiul de depersonalizare). O altă critică este aceea că ideea normelor emergente nu ține cont de prezența normelor socioculturale existente,. În plus, teoria nu explică de ce anumite sugestii sau indivizi se ridică la statutul normativ, în timp ce alții nu. 

### Teoria identității sociale
Teoria identității sociale susține că sinele este un sistem complex alcătuit în primul rând din conceptul de apartenență sau non-apartenență la diferite grupuri sociale . 
Această influență este evidențiată de constatările că atunci când scopul și valorile declarate ale unui grup se schimbă, valorile și motivele membrilor săi se schimbă și ele. 
Mulțimile sunt un amalgam de indivizi, toate aparținând diferitelor grupuri care se suprapun. Cu toate acestea, dacă mulțimea este în primul rând legată de un grup identificabil (cum ar fi creștinii sau hindușii sau musulmanii sau activiștii pentru drepturile civile), atunci valorile acelui grup vor dicta acțiunea mulțimii. 
În mulțimile care sunt mai ambigue, indivizii își vor asuma o nouă identitate socială ca membrii ai mulțimii.  Această apartenență la grup este mai accentuată prin confruntarea cu alte grupuri - lucru care se întâmplă relativ frecvent cu mulțimile. 
Identitatea grupului servește la crearea unui set de standarde pentru comportament; pentru anumite grupuri violența este legitimă, pentru altele este inacceptabilă. Acest standard este format din valori declarate, dar și din acțiunile altora din mulțime, și uneori din câteva în poziții de tip leadership. 
O problemă a acestei teorii este că, deși explică modul în care mulțimile reflectă ideile sociale și atitudinile predominante, nu explică mecanismele prin care mulțimile acționează pentru a conduce la schimbare socială. 